# Enicospilus nigriventris
Enicospilus nigriventris là một loài tò vò trong họ Ichneumonidae.